# Хикелховен
Хикелховен (њем. Hückelhoven) град је у њемачкој савезној држави Северна Рајна-Вестфалија. Посједује регионалну шифру (AGS) 5370020, NUTS (DEA29) и LOCODE (DE HVN) код.

## Географски и демографски подаци
Град се налази на надморској висини од 75 метара. Површина општине износи 61,3 km². У самом граду је, према процјени из 2010. године, живјело 39.201 становника. Просјечна густина становништва износи 640 становника/km².

## Међународна сарадња
| Мјесто   | Држава               | Врста сарадње | Од    |
| -------- | -------------------- | ------------- | ----- |
| Хартлпул | Уједињено Краљевство | партнерство   | 1973. |
|          | Француска            | партнерство   | 2000. |
| Извор    |                      |               |       |